# Forma ternària
La forma ternària és una manera d'estructurar la peça musical en tres parts: L'estructura ternària bàsica, A–B–A, és la més utilitzada, on la primera i la tercera parts són musicalment idèntiques, o molt semblants, mentre que la segona part (B), molt sovint coneguda com a trio, contrasta notablement amb aquestes.

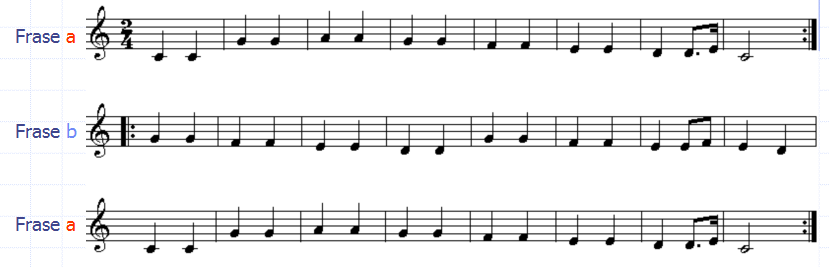
Exemple de cançó popular francesa amb forma A-B-A

## Estructura formal

### Forma bàsica

#### Primera secció (A)
Aquesta secció o tema, no canvia habitualment de tonalitat. El final sempre ha de ser amb una cadència autèntica en la tònica. Característica que és important per distingir-la de la forma binària, on la primera secció en lloc d'acabar en la tònica, ho fa en la dominant o en el relatiu major.

#### Secció intermèdia (B)
Secció que habitualment trobarem en diferent tonalitat, a partir de 1720 es treballa amb una tonalitat amb tensió més reduïda com pot ser la tònica menor de la primera secció o la tonalitat del relatiu menor. En aquesta secció, no només se sol utilitzar nou material, sinó que a més, habitualment, aquest material és més curt que el de la primera secció.
També se sol caracteritzar per tenir un caràcter contrastant; per exemple si la primera part és molt rítmica i estrident, la segona podria ser més lírica i fluida; o un altre possible exemple seria que la primera part fos més harmònica, en oposició a una segona part més Contrapuntística. Per acabar, aquest contrast també es pot donar amb un canvi de compàs, per exemple si el trio està escrit en compàs 3/4 contrastarà amb el 4/4 del primer tema.
El contrast de què es parla en el paràgraf anterior és un punt important per a diferenciar les dues formes, binària i ternària. En la forma binària, la segona part no contrasta amb la primera, sinó que la complementa habitualment utilitzant material de la primera part.

#### Tercera secció (A o A')
Sol ser més ornamentada que la primera (per exemple les àries da capo). En aquests casos aquesta s'assenyala amb A’ o A1 per indicar que és diferent a la primera secció A.

#### Conclusions
Llavors resumiríem la forma de tota la peça amb: A-B-A’
Podríem dir que les seccions A són els pilars de l'estructura mentre que la B, independent i amb identitat pròpia, té un paper més subsidiari. Tot i que les dues seccions són completament independents existeix algun element que les unifica per formar una única estructura.
Aquestes tres parts les podríem classificar com a exposició (A), contrast (B) i reexposció (A o A').

### Forma complexa
Els diferents temes poden ser molt curts o també es podrien dividir en diferents temes i seria en aquest cas que ens trobaríem amb estructures més complicades. Per exemple, podem distingir una forma ternària composta, on cada part de la forma ternària està construïda per una forma ternària:

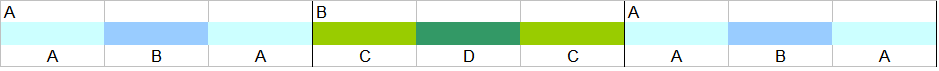
Esquema de forma ternària composta

Però, les diferents seccions, poden tenir qualsevol forma, no cal que sigui una forma ternària, també, i de fet habitualment sol ser una binària.
Un exemple seria el minuet i trio de la Sonata op. 2 núm. 1 de Beethoven, on podem trobar la següent estructura:

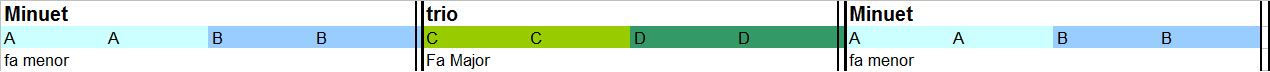
Estructura del minuet i trio de la sonata op. 2 núm. 1 de Beethoven

La forma sonata, de fet, si només tinguéssim en compte els temes, es podria considerar una forma ternària composta o expandida on:
- l'exposició seria la primera secció (A)
- el desenvolupament seria la secció intermèdia (B)
- la reexposició seria la primera secció modificada (A').

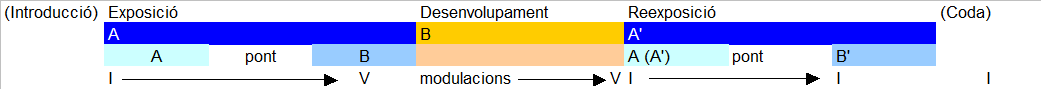
Esquema de forma sonata relacionant-lo amb la forma ternària composta

Així i tot, és una forma més dramàtica on l'estructura ABA dona lloc a oposició, intensificació i resolució. Però, per donar-li més continuïtat: 
- En acabar l'exposició (part A), ho fem amb una cadència conclusiva, però en la dominant.
- El desenvolupament (part B) no és independent i no està en una tonalitat, tot i que pot començar i acabar en la dominant (o relatiu major), sinó que hi ha modulacions que creen tensió.
- La reexposició (part A') canvia la tonalitat d'una de les seves parts (tema/es B - (codeta)) per acabar en la tònica. Normalment, sobretot en les primeres sonates és en la reexposició on es resol la tensió de tota l'obra.

### Exemples
Les àries da capo  estan habitualment en una forma ternària bàsica,
Minuets i trios són normalment formes ternàries compostes, vegeu un exemple del tercer moviment d'"eine kleine nachtmusik" K525 de Mozart.
L'scherzo i trio encara utilitza formes més treballades i complexes.

## Història de la forma ternària

### Barroc
Podem trobar el minuet i trio en les obres barroques ja anomenades. Per exemple en el minuet i trio de Boccerini per a quintet de corda, veure enllaç. També el podríem trobar en obres de Bach i Handel, principalment com a dansa en les suites. Per exemple en la suite francesa nº3 de Bach.
Però, la forma ternària la podem trobar en altres obres, com per exemple marxes, àries d'òpera (ària da capo) en moltes formes de dansa com per exemple polques o poloneses.
El rondó també pot ser considerat una forma ternària: AB-AC-A. Després en el classicisme incorporaria elements de la forma sonata donant lloc a la forma rondó sonata.

### Classicisme
En el classicisme musical, i a partir de 1770-80 es començarà a utilitzar en l'òpera l'ària amb secció de desenvolupament. Mozart per exemple la utilitza en Ascanio in Alba (nº16 "Ah di si nobil alma"). L'esquema formal seria:

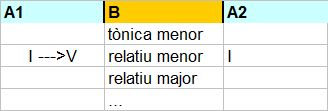
Esquema de l'estructura de l'ària influenciat per la forma sonata

També s'usa en el segon moviment de la forma sonata, per tant de simfonies, quartets, sonates...Seria una forma sonata sense desenvolupament. El concert, sobretot queda molt influenciat per aquesta forma.
Per altra banda, i també a l'època clàssica, encara s'utilitza la forma minuet i trio, en el tercer moviment de les simfonies, quartets de corda, sonates i altres obres similars. També s'empra en serenates, com en la serenata nº 13 en sol major, més coneguda com a serenata nocturna, o en la serenata nº 10 en Sib Major.
El minuet amb trio se substituiria per l'scherzo amb trio. Haydn va iniciar aquesta transformació. L'esquema continua sent el mateix, però el caràcter canvia completament: el minuet graciós i digne es converteix en un scherzo allegro brusc i capritxós. Però aquesta transformació no arribaria a ser completa fins a Beethoven
En aquesta època podem veure com la forma ternària del minuet amb trio es deixa influir per la forma sonata:
1) el trio adopta característiques de desenvolupament. Per exemple ho podem trobar al tercer moviment de quartet op76 n2 de Haydn.

2) s'afegeix una coda. En moltes obres Haydn afegeix una llarga coda amb desenvolupament per contrarestar el poc moviment de la forma ternària.

### Beethoven
Amb Beethoven trobem una de les aportacions, influïdes per la forma sonata i que seguiran els compositors posteriors: la possible utilització de transicions que uneixen els temes A-B i/o el B-A de manera que la composició tingui més continuïtat.
Al quartet de Beethoven número 2 en sol major, hi ha un scherzo amb trio, la seva forma es resumeix:

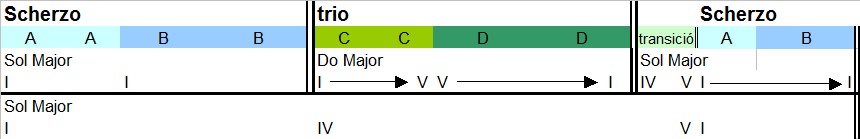
Forma del quartet de Beethoven número 2 en sol major

L'scherzo està escrit en sol major i contrasta amb el trio que està escrit en do major (la subdominant). Tant l'Scherzo com el trio són semblants en estructura, forma binària: La primera part de vuit compassos és un tema que comença amb una anacrusi. La segona part, que és més llarga que la primera part, no només conté un tema sinó que es podria dividir en una estructura més complicada. Tot i així, el squerzo té una segona part més llarga que el trio.
El moviment harmònic estaria en la tònica (I) en la primera part, en el trio, que està escrit en do major (subdominant de sol, IV), hi ha un canvi, es comença amb la tònica però la primera secció descansa en la dominant (V) i després ja descansem en la tònica (I) un altre cop. Per tant, l'esquema seria:
| C          | D          |
| I _____> V | V _____> I |

Després hi ha una transició que ens ajuda a retornar a la tònica (I), sol major: estem en la quart grau (IV), do major, i ens prepara amb la dominant (V), Re major, per poder arribar en la repetició del scherzo a la tònica (I), tonalitat en la qual acabarà el moviment. Per tant, podríem resumir tot el moviment del quartet en una cadència autèntica perfecta:

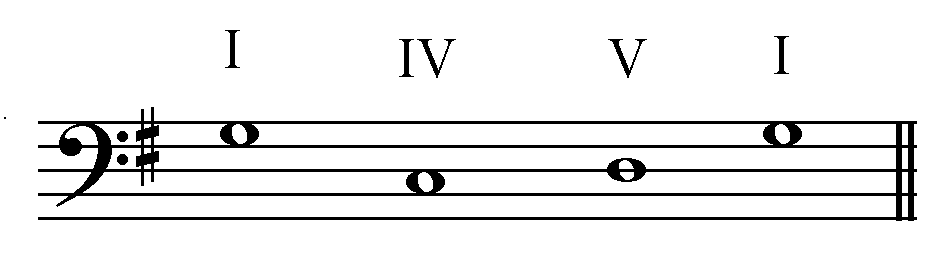
resum de les tonalitats del 2n temps del quartet 2 de Beethoven

Apareix un element que no es troba en la definició de forma ternària: després del segon tema del trio (b) se sent un petit passatge que ens prepara per la tonalitat de l'scherzo (SolM) el qual se sentirà tot seguit. És una altra manera de marcar la continuïtat, aquest cop entre el final del trio i l'scherzo.
Per veure el moviment amb l'esquema de la forma poder accedir amb aquest enllaç

### Romanticisme
L'scherzo amb trio s'anirà utilitzant durant tot el romanticisme, l'utilitzen tant en simfonies com en serenates i algun dels autors que l'utilitzen són: Schubert, Brahms, Mendelssohn i Berlioz.
Per altra banda, durant el romanticisme, algunes de les obres de caràcter estan escrites en forma ternària: bagatel·les, romances (exemple Romança de Shumann op124 nº11 , romances sense paraules), estudis, balades, impromptus, nocturns, barcaroles, moments musicals...
per exemple el moment musical nº3 de Schubert on podem veure una forma ternària composta:

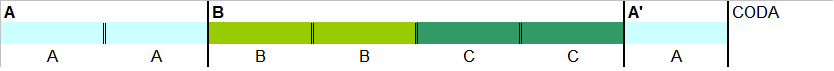
Estructura de la forma ternària del moment musical nº3 de Schubert

Per veure l'explicació de l'esquema de la forma musical amb la música podeu anar a aquest enllaç
Algunes danses també com els valsos (com el vals Op 64 nº1 de Chopin, veure arxiu audició), polques…
Un element a destacar és el que va utilitzar Chopin en el seu preludi nº15 en Re bemoll Major. La manera que utilitza per lligar el tema A amb el B és diferent, ho fa amb un element comú a ambdues melodies, una figura rítmica, una nota que es va repetint amb el ritme de corxera. D'aquesta manera el tema B és una continuació de la primera part. De fet, deixa de ser una part independent i contrastant. Després torna el tema A, aquest cop molt més curt que el del començament, amb el mateix element comú i com un petit recordatori del que era el tema A.

### Després del Romanticisme
Després del romanticisme es continua utilitzant la forma ternària en petites peces, però cada cop més evolucionada. Aquesta evolució, és continuació dels canvis que han tingut lloc al romanticisme.
Per exemple en la suite dels quadres d'una exposició de Mussorgski, en la peça dels Gnoms.
També en l'obra de Ravel trobem la forma ternària. Per exemple, Le Tombeau de Couperin té una estructura que es pot resumir en: A B A, però trobem les següents diferències respecte a la forma ternària estàndard:
1. quan torna a la secció A ho fa amb una superposició d'A amb B
2. al final s'afegeix una coda que ja s'utilitzava des de Haydn[10]

Al segle XX s'utilitza la forma ternària utilitzant el llenguatge de l'època per exemple en el «quintet per instruments de vent Op26» d'Arnold Schönberg on utilitza el serialisme en una obra ternària. Podem veure l'estructura ternària tant en el segon moviment: Scherzo i trio com en el tercer moviment: moviment lent de forma ternària. En aquesta obra, de vegades la forma queda emmascarada pel contrapunt del serialisme.